# Danièle Dubroux
Danièle Dubroux [daˈnjɛl dyˈbʀu] (* 4. September 1947 in Paris) ist eine französische Regisseurin, Schauspielerin und Drehbuchautorin.

## Leben
Danièle Dubroux studierte Literaturwissenschaften an der Universität Paris VIII in Vincennes. Ab 1975 war sie für die Filmzeitschrift Cahiers du cinéma tätig. Zusammen mit zwei Mitstreitern aus einer örtlichen Gruppe von Filmbegeisterten führte sie 1976 Regie in ihrem ersten Werk L'Olivier, einer Dokumentation über den Nahostkonflikt. Ihren ersten eigenen Film, den Kurzfilm Les deux élèves préférés, drehte sie 1978. Daneben unterrichtete sie Filmwissenschaft an der Universität.
Dubroux erster abendfüllender Spielfilm entstand 1984 mit dem in Italien gedrehten Film Les amants terribles. Nach dem Ende ihrer Autorentätigkeit für die Cahiers du cinéma 1985 war sie in folgenden den Jahren Regisseurin weiterer Spielfilme. Internationale Beachtung fand 1996 ihre Komödie Tagebuch des Verführers, in der sie an der Seite von Chiara Mastroianni, Melvil Poupaud und Mathieu Amalric auch wieder als Schauspielerin auftrat. Diese Hinwendung zur Komödie setzte sie bis zu ihrem letzten Spielfilm Éros thérapie fort.

## Filmografie
- 1976: L'Olivier, Co-Regie
- 1978: Les deux élèves préférés, Regie, Drehbuch, Schauspielerin
- 1980: Cauchemar von Noël Simsolo, Schauspielerin
- 1982: Sœur Anne ne vois-tu rien venir?, Regie, Drehbuch, Schauspielerin
- 1982: Die Erbtöchter (Les filles héreditaires), Regie und Drehbuch der 5. Episode
- 1984: Laisse béton – Regie: Serge Le Péron, Schauspielerin
- 1984: Les amants terribles, Regie, Drehbuch, Schauspielerin
- 1987: La petite allumeuse, Regie, Drehbuch
- 1992: Border Line, Regie, Drehbuch, Schauspielerin
- 1996: Tagebuch des Verführers (Le journal du séducteur), Regie, Drehbuch, Schauspielerin
- 1998: Lügen wie gedruckt (Comme elle respire) von Pierre Salvadori, Drehbuch
- 1998: König, Dame, Bube (Examen de minuit), Regie, Drehbuch, Schauspielerin
- 1998: Schule des Begehrens (L'École de la chair), Schauspielerin
- 2003: Après vous … Bitte nach Ihnen (Après vous...) – Regie: Pierre Salvadori, Schauspielerin
- 2004: Éros thérapie, Regie, Drehbuch